# Сосновий Бор (Орічівський район)
Сосно́вий Бор (рос. Сосновый Бор) — селище у складі Орічівського району Кіровської області, Росія. Входить до складу Кучелапівського сільського поселення.
Населення становить 171 особа (2010, 240 у 2002).
Національний склад станом на 2002 рік — росіяни 97 %.